# 大上誠一郎
大上 誠一郎（おおうえ せいいちろう、1963年（昭和38年）2月15日 - ）は、日本の実業家。株式会社ダイコク電機代表取締役社長（2019年4月1日就任予定）。大阪府出身。

## 略歴
- 1985年 大阪経済大学経営学部卒業
- 1990年 入社
- 2014年 取締役制御システム事業部長就任
- 2017年 常務取締役制御システム事業部長、事業開発室室長、情報システム事業部担当就任
- 2019年 社長就任（予定）